# 3270 Dudley
3270 Dudley eller 1982 DA är en asteroid i huvudbältet som upptäcktes den 18 februari 1982 av de båda amerikanska astronomerna Carolyn S. Shoemaker och Schelte J. Bus vid Palomar-observatoriet. Den är uppkallad efter H. Dudley Wright.